# Wilkens bitter
Wilkens bitter (Allamanda cathartica) is een plant uit de maagdenpalmfamilie (Apocynaceae). Het is een tot 15 m hoge klimmende of kruipende plant, die door snoeien ook struikvormig kan worden gehouden. De plant bevat giftig melksap in alle vegetatieve delen. De bladeren staan in kransen van drie of vier stuks of zijn zelden tegenoverstaand. Ze zijn omgekeerd eirond tot langwerpig, 5-16 cm lang en 2-6 cm breed, toegespitst, stijf en glanzend.
De gele, trechtervormige bloemen staan alleen of met enkele bijeen in de bladoksels. De bloemen hebben vijf kroonbladeren. De kelkslippen zijn 0,5–1,4 cm lang. De kroonbuis is 4-8 cm lang, in de onderste helft zeer nauw en roodachtig, bovenaan veel wijder, van binnen vaak roodgestreept en ter hoogte van de vijf meeldraden behaard. De kroonslippen zijn 3-3,5 cm lang en in de bloemknop gedraaid. De vruchten zijn bolvormig tot eivormig, 3-8 cm groot en bedekt met 0,5-2 cm grote stekels. De vruchten springen bij rijpheid open. De zaden zijn 1,5-2,5 cm groot en hebben rondom een vliezige vleugelrand.
Wilkens bitter komt van nature voor in het noordoosten van Zuid-Amerika. Hij wordt op veel plaatsen gekweekt en is vaak verwilderd. In Europa worden in broeikassen vooral grootbloemige cultivars gekweekt. In Azië kweekt men vaak laagblijvende, niet-klimmende vormen.

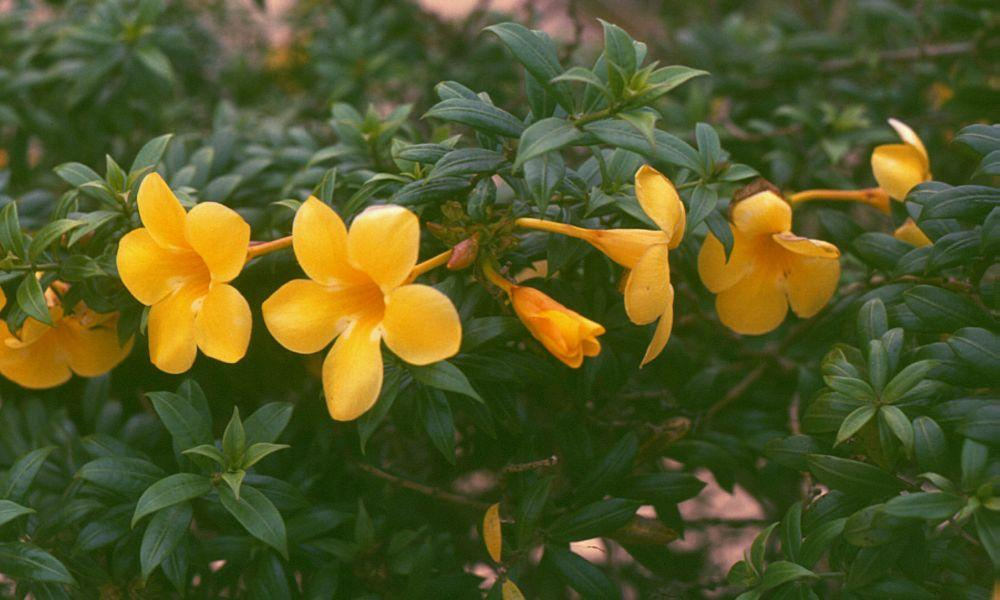

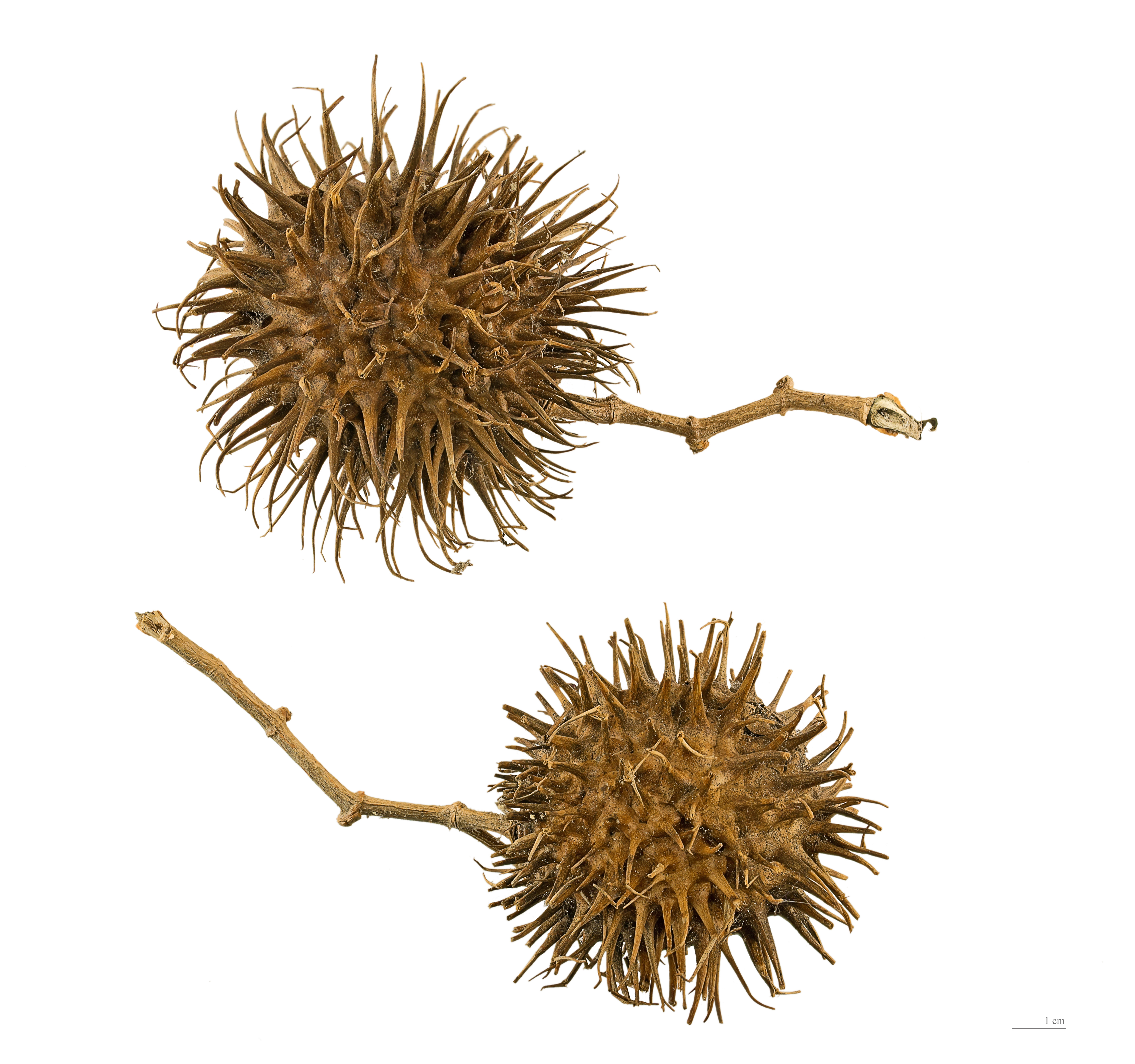